# Hans Cramer
Hans Cramer, nemški general, * 13. julij 1896, Minden, Nemško cesarstvo (zdaj Nemčija), † 28. oktober 1968, Minden.
Kot častnik je služil že v pruski vojski na zahodni fronti med prvo svetovno vojno, nakar je ostal v vojaški službi kot pripadnik Reichswehra in napredoval do čina podpolkovnika. Invazije na Poljsko leta 1939 se je udeležil kot poveljnik odreda, do marca 1941 pa je napredoval do položaja poveljnika tankovskega polka 15. tankovske divizije, ki je postala del Nemškega afriškega korpusa. Junija tega leta je bil v bitki za Sallum huje ranjen in odlikovan z viteškim križem železnega križa. Leta 1942 je bil imenovan sprva za vodjo štaba vrhovnega poveljstva za mehanizirano pehoto in konjenico, nato pa za poveljnika.
Februarja 1943 se je vrnil v Afriko kot poveljnik afriškega korpusa. 12. maja 1943, ko se je vojna v severni Afriki končala s kapitulacijo nemških sil, je padel v britansko ujetništvo. Zaprt je bil v posebnem zaporu za ujete generale in štabne oficirje v Trent Parku. Domnevno zaradi slabega zdravja so ga v programu izmenjave ujetnikov maja 1944 vrnili Nemčiji. Na poti domov so mu pokazali vaje Montgomeryjeve 21. armadne skupine, ki se je pripravljala za operacijo Overlord. To je bil del zavezniške kampanje zavajanja, rečeno mu je namreč bilo, da je v Kentu, kjer da vadi Pattonova fantomska 1. armadna skupina, ki naj bi pristala v Pas-de-Calaisu (mnogo severneje od dejansko izbranega mesta za izkrcanje v Normandiji).
Po vrnitvi je bil imenovan za pomožnega generala 5. tankovske armade v Franciji. Po neuspelem poskusu atentata na Hitlerja 20. julija 1944 je postal kot izpuščeni vojni ujetnik sumljiv, zato so ga aretirali in zaprli najprej v Gestapovem zaporu v Berlinu in nato v eni od podružnic koncentracijskega taborišča Ravensbrück. Izpuščen je bil 5. avgusta in naslednji mesec odpuščen iz Wehrmachta. Po vojni je bil v britanski službi kot vrhovni poveljnik vseh enot, zajetih v Holsteinu (Wehrmachtstab Nord).